# Sohyang
Kim Sohyang (Koreanisch: 김소향; geboren am 5. April 1978 in Gwangju, Südkorea; bekannt als Sohyang (소향)) ist eine südkoreanische CCM- und Popsängerin sowie Schriftstellerin christlicher Literatur. Prominent ist sie durch ihre Mitwirkung an den Soundtracks zahlreicher koreanischer Dramen, außerdem übernahm sie in der koreanischen Fassung des Disney-Films Vaiana die Gesangsstimme der gleichnamigen Protagonistin. Überregional ist Sohyang vor allem durch ihre Auftritte mit Sängern wie Michael Bolton, Josh Groban und Kirk Franklin bekannt.

## Karriere
Sohyang besitzt keine formale gesangliche Ausbildung, nahm jedoch einige Gesangsstunden beim US-amerikanischen Stimmbildner Seth Riggs. Sie absolvierte ein Studium der Französischen Sprache, Literatur und Kultur an der Kyung-Hee-Universität in Seoul, beherrscht Französisch aber nach eigenen Angaben nicht.
Ihr Gesangsdebüt hatte sie 1996 mit dem Lied Mr. auf einem Album des christlichen Missionars Jo Hwangon. Ein Jahr später trat sie als Leadsängerin der CCM-Band POS (griechisch: Licht) bei, mit der sie fünf Alben veröffentlichte. Zurzeit ist POS inaktiv und Sohyang tritt meist als Solistin bei verschiedenen Konzerten und Events auf. Vertragsangebote großer Musikagenturen lehnt sie aus Glaubensgründen ab.
Einem größeren Publikum zugänglich wurde Sohyang erst 2012 durch ihre Teilnahme an der zweiten Staffel des koreanischen Gesangswettbewerbs I am A Singer, bei dem sie Rang 3 erreichte. Ein Jahr später spielte sie die Rolle der Maria für das Musical The Sound of Music im Daegu Opera House.
2014 sang sie als erste Nicht-US-Amerikanerin bei einem offiziellen NBA-Spiel zwischen den Los Angeles Clippers und den New Orleans Pelicans die Nationalhymne der Vereinigten Staaten von Amerika. 2017 nahm sie an dem in Südkorea populären Gesangswettbewerb King of Mask Singer teil, den sie gewann und den Titel Mask King fünfmal verteidigte.
Im selben Jahr sang sie bei der Abschlusszeremonie der Schwimmweltmeisterschaften in Budapest eine zeitgenössische Variation des bekannten koreanischen Folksongs Arirang. 2018 sang sie gemeinsam mit der Sopranistin Sumi Jo bei der Eröffnungszeremonie der Winter-Paralympics in Pyeongchang das eigens dafür komponierte Titellied Here As One.
Im Zuge der Covid-19-Pandemie entschied sich Sohyang, dem Cast der vierten Staffel des Busking-Programms Begin Again beizutreten.

## Privatleben
Sohyang heiratete 1998 den Schlagzeuger und Bandleader von POS, Kim Hee-jun. Zwei Monate nach ihrer Heirat wurde bei ihr ein Uterusmyom festgestellt, dessen Entfernung ihr als Folge eine natürliche Schwangerschaft verwehrt.
Mit ihrem Mann und ihren Schwiegereltern lebt sie in Incheon, wo sie seit 2017 auch als Gesangslehrerin an der Music House Academy tätig ist. Ihre Schwägerin Jinjoo Lee ist die Gitarristin der amerikanischen Dance-Rock-Band DNCE.

## Diskografie (Auswahl)

### Alben
- 1999: POS
- 2001: Letter to the Sky
- 2004: Butterfly
- 2007: Dream
- 2009: Story

### Singles
- 2012: Love You I Love You
- 2013: Brand New
- 2014: Fall In All In
- 2016: Going Home
- 2020: Arirang
- 2020: Stay

### Zusammenarbeiten
- 2011: Lena Park, Lee Young Hyun – Mermaid
- 2011: Lee Seokhun – Thanks
- 2011: Kai – I Believe
- 2012: HaHa – Love You I Love You
- 2012: YDG, Lee Haneul – Hero
- 2014: Jo Sumi – In the Flower Garden
- 2018: Jinjoo Lee – The Song Begins
- 2020: ALi – On My Way Back
- 2020: Heritage – My Soul Magnifies the Lord

### Beteiligungen an Soundtracks
- 2011: Someone’s Dream (Dream High)
- 2012: Only One Thing (Horse Doctor)
- 2013: Don’t Forget Me (Iris 2)
- 2017: How Far I’ll Go (Na Unjengan Ddeonnal Geoya, Vaiana)
- 2017: Home (Strongest Deliveryman)
- 2017: Wind Song (Confession Couple)
- 2018: Last Promise (A Pledge to God)
- 2018: Close Your Eyes (Time)
- 2018: I Love You (My Only One)
- 2018: Only My Heart Knows (Hymn of Death)
- 2019: Starlight (Perfume)
- 2019: Road (Love is Beautiful, Life is Wonderful)
- 2020: Hopefully Sky (Hi Bye, Mama!)
- 2020: Once (When I Was the Most Beautiful)
- 2020: Hello (18 Again)

## Auszeichnungen für Musikverkäufe
| Goldene Schallplatte - Brasilien - 2024: für die Single Na Unjengan Ddeonnal Geoya |

Anmerkung: Auszeichnungen in Ländern aus den Charttabellen bzw. Chartboxen sind in ebendiesen zu finden.
| Land/RegionAuszeichnungen für Musikverkäufe (Land/Region, Auszeichnungen, Verkäufe, Quellen) | Gold  | Platin | Verkäufe | Quellen             |
| -------------------------------------------------------------------------------------------- | ----- | ------ | -------- | ------------------- |
| Brasilien (PMB)                                                                              | Gold1 | —      | 20.000   | pro-musicabr.org.br |
| Insgesamt                                                                                    | Gold1 | —      |          |                     |

## Auszeichnungen
- 2016 Seoul Success Award[16]
- 2017 Special Music Show Award (MBC Entertainment Awards)[17]
- 2017 Second Ambassador for Shared Prosperity of Suny Korea[18]
- 2019 10th Korean Challenge Award Grand Prize[19]